# Takács János (üzletember)
Takács János (Nagyszeben, 1960. június 25.) magyar közgazdász, üzletember, az Electrolux volt közép-európai vezérigazgatója és a svéd cég magyarországi leányvállalatának vezetője, jelenleg a Pfeifer & Langen németországi konszern román Diamant vállalatának vezérigazgatója.
A Menedzserek Országos Szövetsége és a magyarországi Svéd Kamara korábbi elnöke, a Munkaadók és Gyáriparosok Országos Szövetsége (MGYOSZ) 12 alelnökének egyike volt, jelenleg a magyar Román Kereskedelmi Kamara elnöke.

## Életpályája

### Tanulmányai
1988-ban végzett a kolozsvári Bolyai Tudományegyetem közgazdaság-tudományi karán, majd 1991 és 1993 között másoddiplomát szerzett a budapesti Közgazdasági Továbbképző Intézetben, a gazdasági ellenőrző szakon.

### Munkája
Miután elvégezte az egyetemet, a Romtrans Nemzetközi Szállítmányozási Vállalatnál volt közgazdász, majd 1990-ben egy szintén romániai baromfitenyésztő vállalatnál lett gazdasági vezető. Még ebben az évben állást kapott a budapesti Tungsramnál. A vállalatot megvásárló General Electric-leányvállalat G.E. Lighting 1992-ben clevelandi pénzügy divíziójába küldte dolgozni pénzügyi asszisztensként.
1993-tól 1995-ig az IBM Magyarország Kft. gazdasági igazgatója, majd 1995-1997 között a Kőbányai Sörgyár Rt. gazdasági vezérigazgatója. 1998-ban lett az Electrolux Lehel Kft. vezérigazgatója, 17 évig. Ezt követően a Pfeifer und Langen németországi konszern nagyváradi Diamant vállalatának vezérigazgatója.

## Egyéb tisztségei
- 2011 - Akadémikus - International Academy for Quality IAQ)
- 2009 - CSR Hungary Díj Bíráló Bizottság - Elnök
- 2009 - Befektetői Tanács - Társelnök
- 2008 - Menedzserek Országos Szövetsége - Elnök
- 2008 - 2011 - Miskolci Egyetem Gazdasági Tanácsa - Elnök
- 2006 - 2009 - Magyar Európai Üzleti Tanács (HEBC) - Elnök
- 2006 - Miskolci Egyetem Gazdasági Tanácsa - Tag
- 2005 - Magyar Formatervezési Tanács (MFT) - Tag
- 2005 - Miskolci Egyetem Tudásintenzív Mechatronikai és Logisztikai Rendszerek Regionális Egyetemi Tudásközpontja - Felügyelő Bizottsági Tag
- 2005 - Corvinus Egyetem Budapest, Business School of Management - Tanácsadó Testületi Tag
- 2004 - Magyarországi Svéd Kereskedelmi Kamara - volt elnök
- 2004 - Gépipari Tudományos Egyesület (GTE) - Tiszteletbeli Elnök
- 2002 - Európai Minőségügyi Szervezet Magyar Nemzeti Bizottság (EOQ MNB) Tanácsadó Testülete - Alapító Tag
- 2000 - Munkaadók és Gyáriparosok Országos Szövetsége - volt Alelnök
- 2000 - Nemzetközi Vállalatok Magyarországi Szövetsége - volt Alelnök

## Családja
Egy leány gyermeke van (1983), felesége Issekutz Erzsébet lapszerkesztő, újságíró, jelenleg a Semmelweis Kiadó vezető szerkesztője. 

## Kitüntetései
- Sarkcsillag Svéd Királyi Érdemrend (Kungliga Nordstjärneorden) (2010)
- "Mercur Díj" - Magyar Kereskedelmi és Iparkamara (2008)
- Miskolci Egyetem díszpolgára (2008)
- Jászberény város díszpolgára (2006)
- A Magyar Köztársasági Érdemrend tisztikeresztje (2006)
- "Év Menedzsere 2005" - Menedzserek Országos Szövetsége (2006)
- Nyíregyháza városért "Bencs Kálmán Díj" (2005)
- Signum Aureum Universitatis" kitüntetés - Miskolci Egyetem (2001)
- Jász-Nagykun-Szolnok Megyei "Gazdasági Díj (2000)